# Liste der Monuments historiques in Loisey
Die Liste der Monuments historiques in Loisey führt die Monuments historiques in der französischen Gemeinde Loisey auf.

## Liste der Objekte
| Bezeichnung                      | Beschreibung                                                                                  | Standort                     | Kennzeichnung | Schutzstatus | Datum | Bild |
| -------------------------------- | --------------------------------------------------------------------------------------------- | ---------------------------- | ------------- | ------------ | ----- | ---- |
| Kelch (1)                        | Silber, vergoldet, zwischen 1819 und 1838, von Jean Salmon                                    | in der Kirche St-Rémi (Lage) | PM55001001    | Classé       | 1993  |      |
| Skulpturen der vier Evangelisten | jeweils mit Nische; Holz, farbig gefasst und vergoldet, 18. Jahrhundert                       | in der Kirche St-Rémi (Lage) | PM55002640    | Inscrit      | 2007  |      |
| Kelch (2)                        | Louis-seize-Stil; Silber, vergoldet, zweite Hälfte des 18. Jahrhunderts                       | in der Kirche St-Rémi (Lage) | PM55001000    | Classé       | 1993  |      |
| Weiße Kasel                      | Seide, bestickt, 18. oder 19. Jahrhundert                                                     | in der Kirche St-Rémi (Lage) | PM55002641    | Inscrit      | 2007  |      |
| Kelch (3)                        | Silber, vergoldet, um 1819, von François Cécil Soccard                                        | in der Kirche St-Rémi (Lage) | PM55001387    | Classé       | 2007  |      |
| Marien- und Nikolausaltar        | jeweils Altartisch und Retabel; Stein und Holz, farbig gefasst und vergoldet, 18. Jahrhundert | in der Kirche St-Rémi (Lage) | PM55002642    | Inscrit      | 2007  |      |
| Glöckchen                        | Bronze, 1697 gegossen                                                                         | in der Kirche St-Rémi (Lage) | PM55000345    | Classé       | 1981  |      |
| Brunnenbecken                    | Stein, 18. Jahrhundert; aus dem Château de Loisey                                             | an der Schule (Lage)         | PM55000343    | Classé       | 1930  |      |